# 雅园

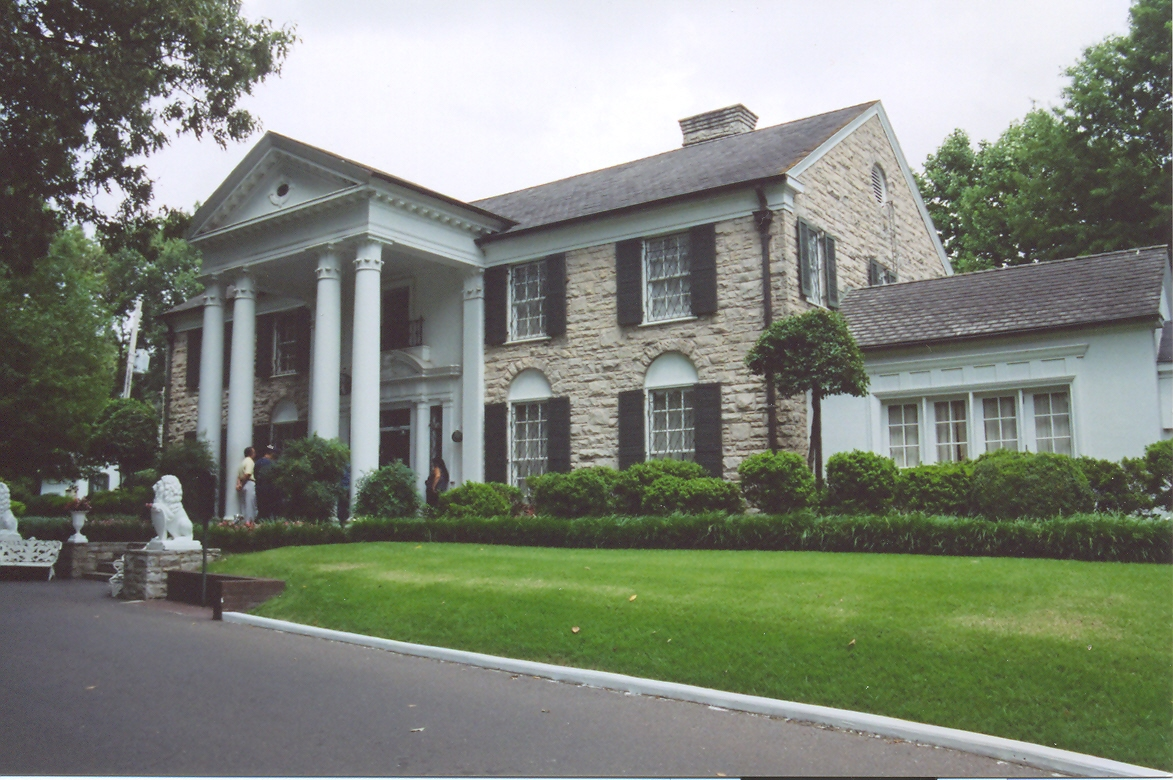
雅园宅邸右侧视图

優雅園（英語：Graceland）或稱雅园，已故流行音乐歌手埃尔维斯·普雷斯利位于美国田纳西州的一栋白色廊柱豪宅，占地13.6英亩（约合5.5公顷）。目前雅园作为猫王的博物馆自1982年6月7日起向公众开放。这一地点分别在1991年11月7日和2006年3月27日被列入美国国家史迹名录及美国国家历史名胜。雅园已经成为美国参观人数最多的私人住宅之一，每年有超过60万游客参观，人数仅次于白宫。

## 历史
S.C. Toof是雅园农场的最初拥有者。雅园即是根据他女儿的名字格蕾丝（Grace）命名的，并后来继承给了她。不久之后，农场的一部分土地被给予了她的外甥和外甥女。而她的外甥女鲁思·穆尔，在1939年与她的丈夫托马斯·穆尔一起修建了现在所看到的美国“殖民”风格的住宅。

## 建筑及改造
由棕褐色石灰石建造的豪宅，包括23个房间，其中有8个卧室和浴室。在入口处有摆放有四个风之神殿圆柱和两个栖息在门廊两侧的大狮子。
普雷斯利在购买下这栋宅邸后对房屋进行了大量的修缮，以满足他的需求和品味。这些新改造包括由散石围墙包围起来的庭院，音乐为主题的锻铁门，游泳池，壁球场，和著名的设有一个室内瀑布的“丛林室”等等。在1976的2月及10月，丛林室被改造成一个录音棚，在那里普雷斯利录制了他的最后两张专辑的大部分内容，包括像《From Elvis Presley Boulevard, Memphis, Tennessee》和《Moody Blue》等他最后为人所知的在录音室留下的作品。
普雷斯利对雅园最有名的改动之一就是沉思园的修建，这里埋葬着他的父母弗农和格莱迪丝与祖母。园内还有一块石碑纪念着埃尔维斯在刚出生就去世的孪生兄弟。沉思园在1978年向公众开放。
雅园的面积已有最初普雷斯利购买它时的10266平方英尺（合953.7平方米）扩展到了今天的17552平方英尺（合1630.6平方米）。

## 普雷斯利与雅园

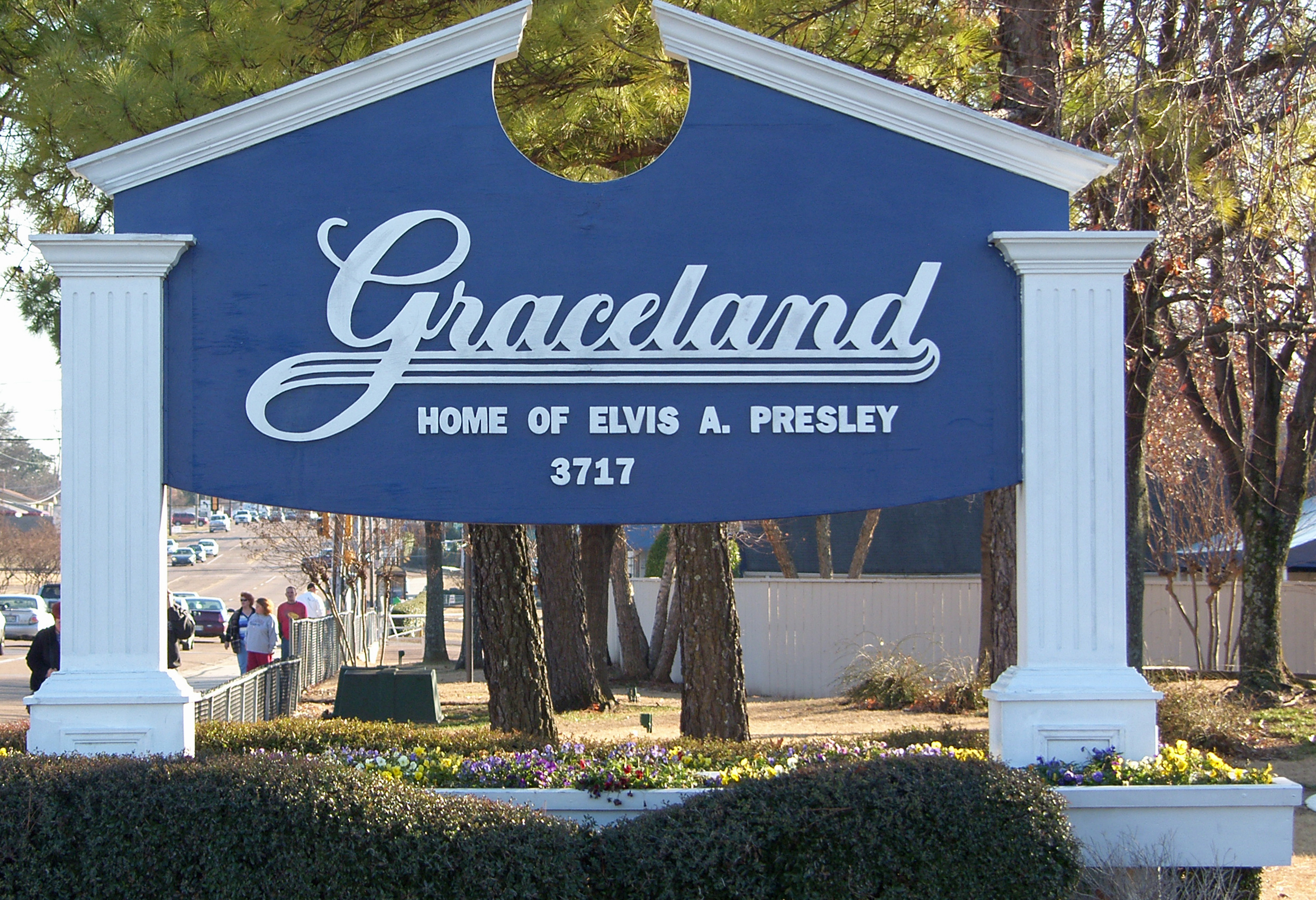
雅园标志

自猫王成名以后，有越来越多的崇拜者和媒体记者每天不断地聚集在他位于孟菲斯的旧居附近。在他的邻居对此表示不满后，埃尔维斯决定有必要搬到一个对他来说更合适的地方居住。
1957年年初，普雷斯利给了他的父母10万美元的预算让他们购买一个“田园”式的住所。而当时雅园正巧位于孟菲斯市中心数英里远的乡村地段。1958年格莱迪丝逝世后，弗农与迪·斯坦利在1960年结婚，他们在雅园生活了一段时间。普雷斯利的未婚妻普莉希拉在他们结婚之前曾经在雅园居住了5年。在他们1967年5月1日在拉斯维加斯结婚后，普莉希拉在雅园继续生活了5年以上直到她与普雷斯利于1972年晚些时候分手。
猫王在雅园的生活极为奢华。《Elvis by the Presleys》这本书记录了许多有关这个歌手在雅园的生活情况，包括他在家中的疯狂与激情。
1977年8月16日，普雷斯利在家中的浴室里死于心脏病发作，但也有与之矛盾的报告称他有其他死因。据知名的普雷斯利传记作者彼得·古拉尔尼克说，普雷斯利“在患病之后有过呕吐，显然他当时坐在马桶上。”他补充说，“药物滥用对这个没有心脏病史中年男人的意外死亡起了很大作用……没有人排除是牙医给他的可待因药物导致了他过敏性休克的可能性。”

## 旅游目的地

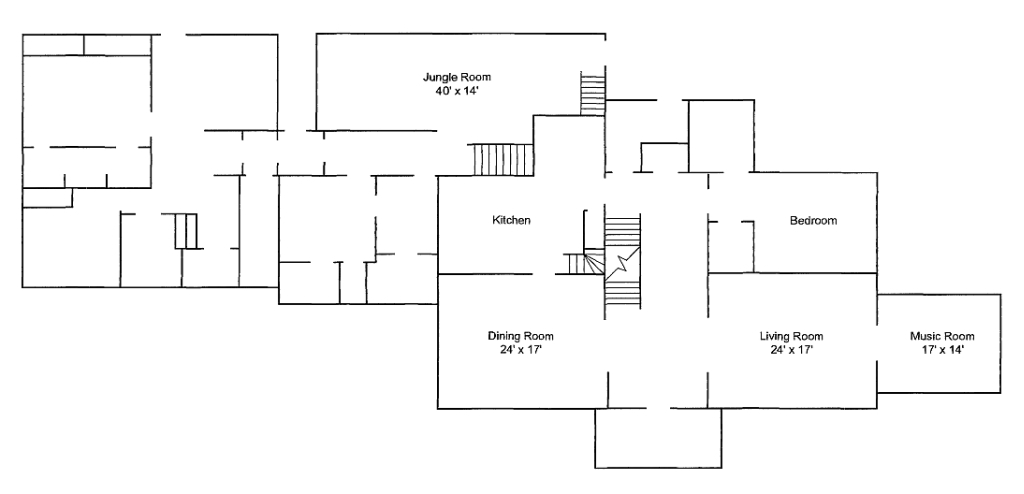
雅园 1层 （非等比例）

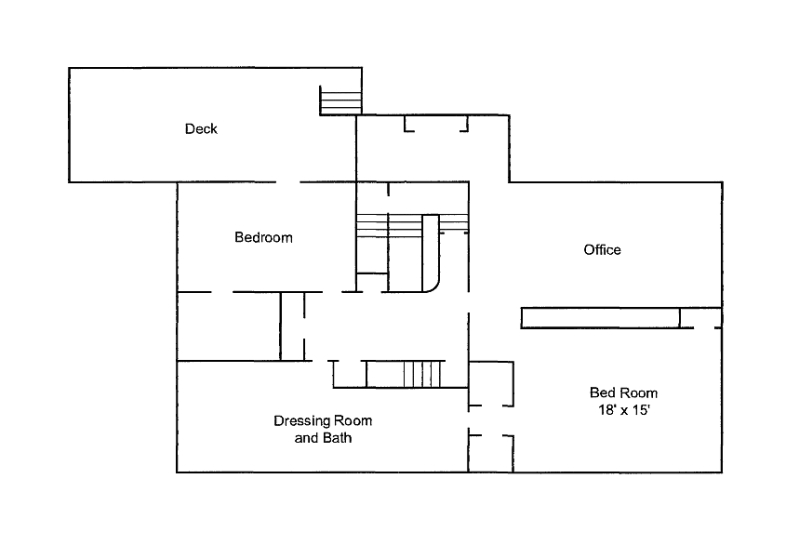
雅园 2层 （非等比例）

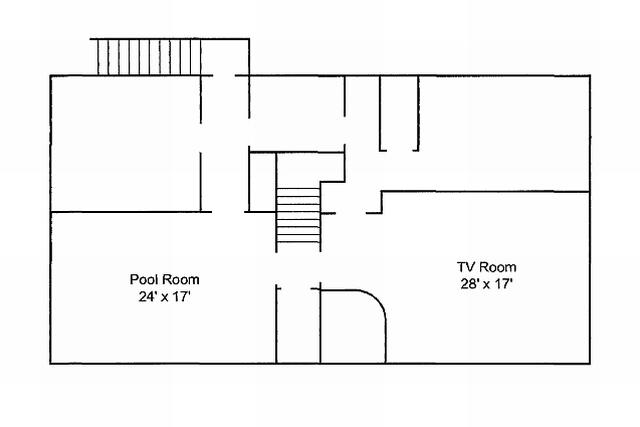
雅园 地下室 （非等比例）

1977年埃尔维斯·普雷斯利逝世以后，弗农·普雷斯利担任他的遗产执行人。他与1979年去世后，他选择了普莉希拉·普雷斯利为猫王11岁的独女莉萨·玛丽·普雷斯利作为代理执行人。雅园本身每年的维护成本在50万美元左右，这些费用使得猫王留给女儿丽萨·玛丽的遗产只剩下了100万美元。面对不得不出售雅园的压力，普莉希拉借鉴其他著名的宅邸和博物馆，聘请了一位首席执行官杰克·索登管理，希望雅园能够变成摇钱树。1982年6月7日雅园向公众开放，普莉希拉的赢回了赌注，在仅仅开放一个月后便收回了投资。普莉希拉成为埃尔维斯·普雷斯利企业的主席，并称她会继续这样做直到女儿到21岁。集团的财富估值被认为已经超过了1亿美元。
每年在埃尔维斯的忌日时都会有大批的队伍来到他的坟前纪念。最大的一次纪念活动发生在2002年逝世25周年的纪念日上。尽管下着大雨，但仍有估计4万人来到现场。
在1997年逝世20周年纪念日的埃尔维斯周上有最大规模的人群来到孟菲斯市。有数百家媒体参与报道并使得有估计约5万名崇拜者来到该市。
雅园中的博物馆陈列了许多埃尔维斯的遗物，比如像他标志性的连体衣、奖项、金唱片、莉萨·玛丽号喷气飞机以及埃尔维斯收藏的绝版汽车。雅园的博物馆自由开放，但禁止使用闪光灯拍照和录制视频。包含埃尔维斯卧室的房屋二楼自从他逝世以后就不再对外开放。
游客在街道对面停车以后可以乘坐穿梭巴士前往雅园游览。服务人员会分发耳机，游客将会在雅园著名的音乐大门前被自动抓拍纪念快照。游览车将行驶过埃尔维斯·普雷斯利大道，穿过较小的音乐之门，经过长长的蜿蜒道路，最终停在立有一对石狮的门前。在这对狮子雕像背后就是沉睡着猫王的棺椁。进入房间后讲解员会讲解关于雅园的简史。最后游客会进入打开的前门，在正上方不对外开放的浴室就是猫王去世的地方。

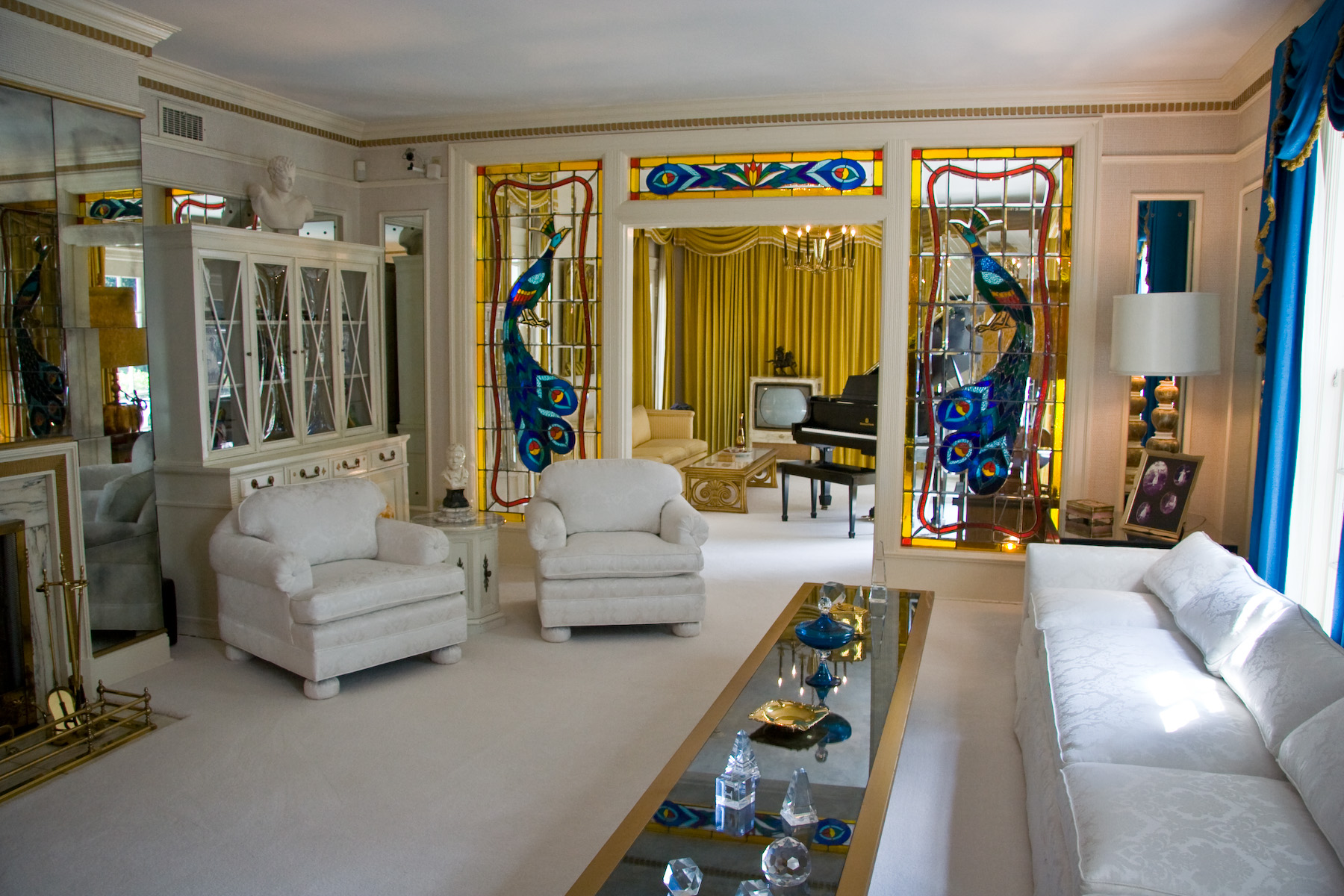
雅园 客厅

“对于埃尔维斯的崇拜者来说第一件感到惊讶的事情就是雅园仅仅就是靠在路边”并且从门口就可以看到一个购物中心。在雅园上方装有镜面的白色楼梯间正对着前方。在右边有一个和音乐室相邻的客厅，这也是第一个可供参观的房间。房间门口有护栏以防止游客进入，因此游客只能看到被彩色玻璃孔雀加框门口后面音乐室的一小部分。音乐室内可以看到有一台20世纪50年代的电视，和一架黑色小三角钢琴。客厅里有一张靠墙面向前院的白色沙发，长15英尺（4.6米）。而左边有一个白色壁炉，房间里挂着一张埃尔维斯最后一次圣诞节父亲弗农送给他的油画礼物。这些房间紧挨着通向埃尔维斯卧室的大楼梯间。
埃尔维斯的卧室以白色为主色调。双人床上罩着深紫色的天鹅绒床单一直垂到床脚。墙面、梳妆台、床和地毯都是明亮的白色，被护栏保护着。在右边，被透明玻璃隔着的衣柜展示了他的母亲曾穿过的四五套礼服。左侧在天鹅绳帘的遮挡下，可以隐约看到一个满是粉红色的浴室。
接下来向游客展示的是餐厅和厨房（直到1995年才开放，1993年之前埃尔维斯的阿姨仍在使用）并穿过地下室，在那里可以看到埃尔维斯的有三台电视的媒体室，以及吧台和台球室。游客再次上楼游览，经过著名的丛林室。在丛林室后有一个后院，经过莉萨·玛丽小时候的秋千可以看到她的爸爸用来喝咖啡的白色小楼。穿过咖啡室是一个包含了埃尔维斯出生地密西西比州图珀洛的家的比例模型的小房间。他的射击场被封装在曾经用来做熏制房的房间里了。走下一片斜坡草坪，经过在整齐的白色栅栏后的马场，游客可以进入一个纪念品陈列室。原本这个地方是一个专门用来储存收藏品房屋后的过道。而里面则是埃尔维斯早期著名的金色线织外套。
陈列室的墙上展示了许多唱片、电影海报、旧时的唇膏和鞋子纪念品，甚至还有50年代埃尔维斯玩偶。在这些物品当中还有三个格莱美奖奖杯，普莉希拉的婚纱和他自己的燕尾服，莉萨·玛丽的玩具箱和婴儿服，以及陈列着埃尔维斯金唱片和奖项的著名大厅。陈列室接下来展示了他的“68 Comeback”乐队，他电影剧本的个人副本，他在许多电影里穿着的戏服还有一些他的连体衣商标。在这个房间里还列出了他获得的所有奖项和荣誉以及许多给各个慈善机构的已付支票。

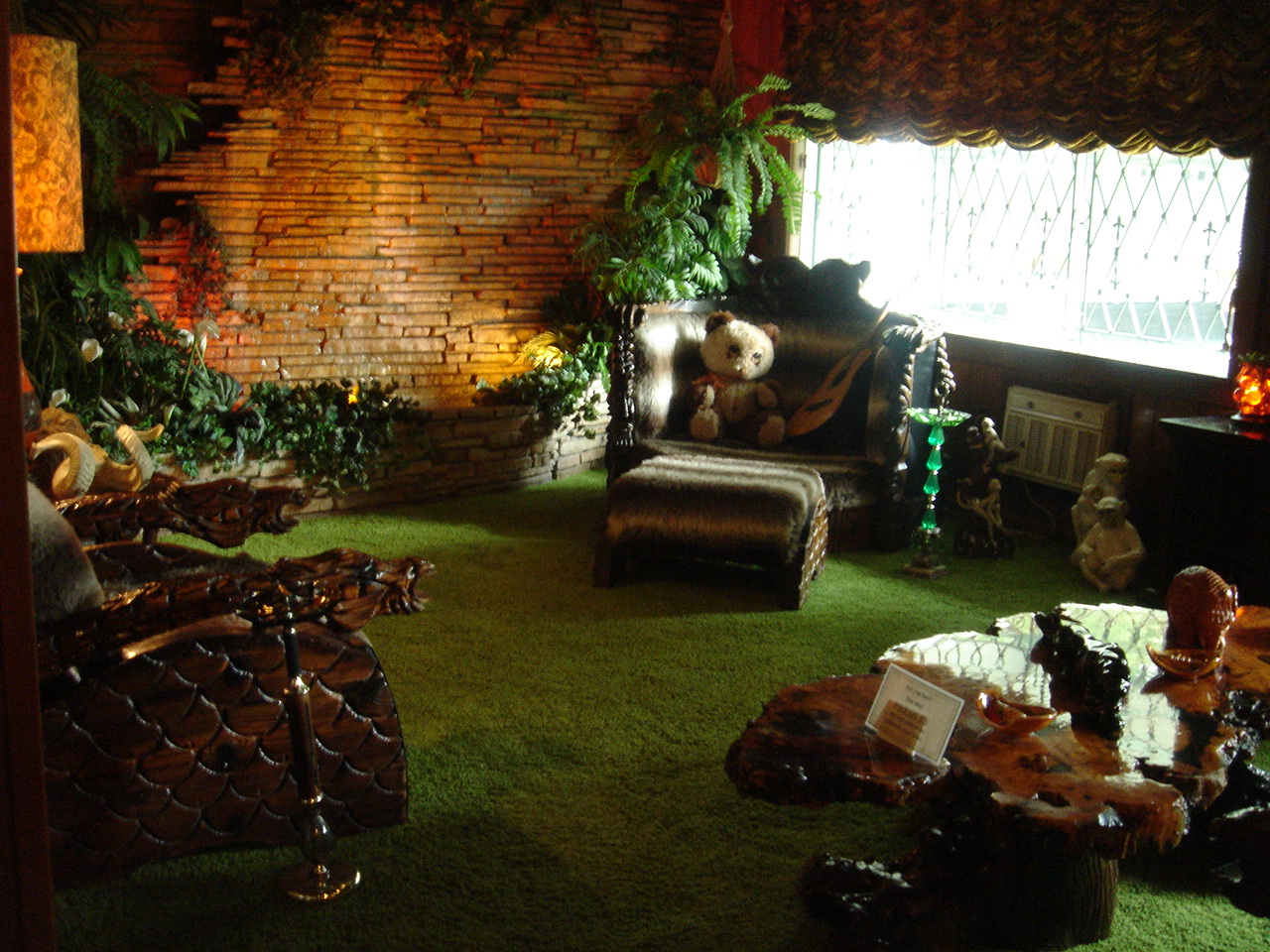
雅园 丛林室

再次到房间外后，游客将来到埃尔维斯功能完备的马厩和壁球场。入口是仿造的一个怀旧的乡村俱乐部，里面是精致的装潢，众多吧椅和沙发上有奢华的黑色皮革。右边是功能齐全的酒吧，左边则是凹陷下去的有贯穿整个雅园立体声系统的舒适座位。这里也有一架深褐色的直立式钢琴，埃尔维斯在这上面弹奏了他生命中最后的乐曲：威利·纳尔逊的《Blue Eyes Crying in the Rain》或正直兄弟的《奔放的旋律》（Unchained Melody）。休闲雅座旁有从地面到天花板的抗震玻璃，这是为了观看在一旁的壁球比赛。现在这个场地已经被改造成陈列埃尔维斯演出服的地方。许多老的黑胶唱片被挂在两个小场地上，其中也包括众多追授奖项。大屏幕的电视分散在整个雅园中。壁球场上不断地播放着猫王的电影和拉斯维加斯演唱会的唱片。雅园中的游泳池是在埃尔维斯搬到雅园后修建的。
游客刚刚经过的池子是沉思园。而街道对面的独立房屋是收集豪车的地方，包括了埃尔维斯的粉红凯迪拉克。在不远处则停放着莉萨·玛丽号（康维尔880）和猎狗II（Lockheed JetStar）两架飞机。

## 名人来访
埃尔维斯不时会邀请一些朋友来雅园做客，甚至据他本人表示，美国政府曾经计划邀请赫鲁晓夫参观雅园，以“让他见识在美国一个普通的年轻人如何从白手起家到家财万贯”。

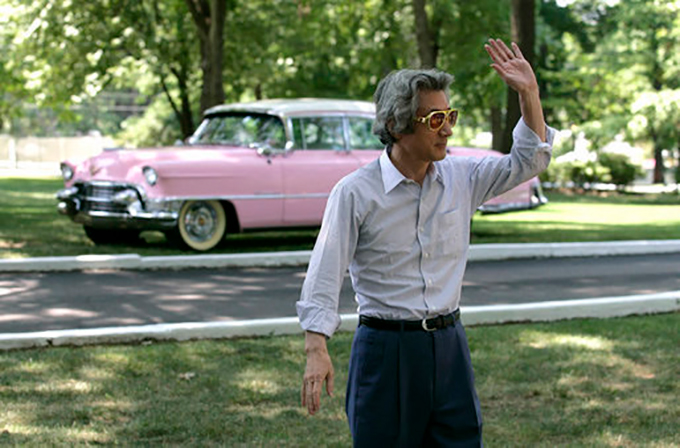
日本前首相小泉纯一郎来访雅园。

在2006年6月30日，美国时任总统乔治·沃克·布什招待日本时任首相小泉纯一郎来雅园参观。据称小泉是埃尔维斯的忠实爱好者，巧合的是他与猫王是同一天生日。雅园由此成为美国唯一一栋除大使馆、白宫和其他总统寓所外招待过外国国家首脑的宅邸。
2010年8月6日，摩纳哥亲王阿尔贝二世和他的未婚妻查伦·维特施托克在访问美国时也来到雅园进行参观。

## 近况
2005年8月初，莉萨·玛丽·普雷斯利卖掉了父亲房产85%的经营权。她仍然持有雅园本身的产权以及其中的大部分财产，并将管理雅园的事物交给了CKX, Inc.。该娱乐公司也拥有《美国偶像》的制作公司19 Entertainment。
2006年CKX主席鲍勃·西勒曼宣布计划将把雅园打造成与迪士尼乐园或环球主题公园看齐的国际旅游目的地，扩大房屋的面积并将目前每年60万的游览人数翻一番甚至翻两番至每年200万名游客。

## 流行文化
- 保罗·西蒙的唱片《雅园》和同名歌曲灵感均来自这桩宅邸，歌中表达了雅园是个圣洁的地方。歌曲一年后获得格莱美奖。
- 电影《惊天骇地》（3000 Miles to Graceland）讲述了一伙犯罪分子计划在国际猫王周抢劫一所赌场，为了掩人耳目他们伪装成猫王扮演者。
- 由哈维·凯特尔和乔纳森·斯卡奇出演的电影《发现雅园》（Finding Graceland）影片刻画了一个猫王扮演者声称自己是真正的猫王。
- ABC的情景喜剧《摩登家庭》第二季中提到了雅园。邓菲尔向另一个角色说这不是主题公园而是猫王的居所。
- 《漫步孟菲斯》（Walking in Memphis）中第二节提到了雅园和丛林室。
- 《國家寶藏》影集（National Treasure: Edge of History）第一季第3集，主角們在雅園盜取貓王的金唱片。
- 《屍樂園：髒比雙拼》（Zombieland: Double Tap）電影，主角們曾希望以雅園作為根據地。